# Leah Letson
Leah Letson (Wisconsin, 21 de agosto de 1992) es una artista marcial mixta estadounidense que competía en la división femenina de peso pluma de Ultimate Fighting Championship (UFC).

## Primeros años
Leah Letson nació en agosto de 1992 en el estado estadounidense de Wisconsin. Comenzó a practicar artes marciales a los cinco años, y obtuvo el cinturón negro de kárate de segundo grado a los once, y el de taekwondo de tercer grado a los catorce. Letson se trasladó a Milwaukee para asistir a la Universidad de Wisconsin-Milwaukee, donde empezó a practicar kickboxing y, por consejo de sus entrenadores, jiu-jitsu brasileño (BJJ). Mientras estaba en la UW Letson se alistó en la Guardia Nacional Aérea en 2012 y después de completar el entrenamiento básico comenzó a entrenar artes marciales mixtas. El 9 de noviembre de 2013 ganó su primera pelea amateur, un año más tarde tuvo su primera pelea profesional.

## Carrera de artes marciales mixtas

### Comienzos
Después de perder su debut por decisión dividida contra Chrsitina Jobe en KOTC: Industrial Strength el 22 de noviembre de 2014, Letson ganó sus siguientes 4 combates, noqueando a Shaena Cox en el segundo asalto, derrotando a Allanna Jones por decisión unánime, deteniendo a Sarah Payan por TKO en el primer asalto, culminando con una victoria en Invicta FC 21, donde Letson se enfrentó a la veterana de la UFC Elizabeth Phillips, noqueándola con una patada en la cabeza en el primer asalto.

### The Ultimate Fighter
En 2018, Letson fue concursante en The Ultimate Fighter: Heavy Hitters. Fue la cuarta elegida para el equipo Whittaker. Letson ganó el combate de cuartos de final contra Bea Malecki por decisión unánime.
En semifinales, Letson se enfrentó a Macy Chiasson. Perdió el combate por la vía del nocaut en el primer asalto. En enero de 2018, la UFC le ofreció un contrato.

### Ultimate Fighting Championship
Letson hizo su debut en la UFC en la final de Ultimate Fighter, venciendo a la bielorrusa Julija Stoliarenko por decisión dividida.
Letson estaba programada para enfrentarse a Sarah Moras el 4 de mayo de 2019 en UFC Fight Night 151. Sin embargo, Letson fue retirada de la pelea a principios de abril por un problema médico no especificado y reemplazada por Macy Chiasson.
Letson se enfrentó a la canadiense Felicia Spencer el 13 de noviembre de 2021, en UFC Fight Night 197. Perdió la pelea por nocaut técnico en el tercer asalto.
Letson estaba programada para enfrentarse a la recién llegada de UFC Chelsea Chandler el 1 de octubre de 2022, en UFC Fight Night: Dern vs. Yan en un combate de peso gallo femenino. Sin embargo, Letson se retiró a finales de agosto por motivos personales y fue sustituida por Julija Stoliarenko.
El 9 de enero de 2023, Letson anunció que se retiraba de las MMA debido a la pérdida de amor por este deporte y a su naturaleza agotadora.

## Récord en artes marciales mixtas
| Resultado | Récord | Oponente           | Método                    | Evento                                     | Fecha                   | Ronda | Tiempo | Localización |
| --------- | ------ | ------------------ | ------------------------- | ------------------------------------------ | ----------------------- | ----- | ------ | ------------ |
| Derrota   | 5–2    | Felicia Spencer    | TKO (puñetazos y codazos) | UFC Fight Night: Holloway vs. Rodríguez    | 13 de noviembre de 2021 | 3     | 4:25   | Las Vegas    |
| Victoria  | 5–1    | Julija Stoliarenko | Decisión (dividida)       | The Ultimate Fighter: Heavy Hitters Finale | 30 de noviembre de 2018 | 3     | 5:00   | Las Vegas    |
| Victoria  | 4–1    | Elizabeth Phillips | KO (golpe en la cabeza)   | Invicta FC 21: Anderson vs. Tweet          | 14 de enero de 2017     | 1     | 1:18   | Kansas City  |
| Victoria  | 3–1    | Sarah Payant       | TKO (puñetazos)           | Premier FC 20                              | 30 de julio de 2016     | 1     | 4:22   | Springfield  |
| Victoria  | 2–1    | Allanna Jones      | Decisión (unánime)        | KOTC: Blood Enemies                        | 21 de mayo de 2016      | 3     | 5:00   | Washington   |
| Victoria  | 1–1    | Shaena Cox         | KO (puñetazo)             | Pure FC 2                                  | 14 de noviembre de 2015 | 2     | 0:50   | Milwaukee    |
| Derrota   | 0–1    | Christina Jobe     | Decisión (split)          | KOTC: Industrial Strength                  | 22 de noviembre de 2014 | 3     | 5:00   | Carlton      |